# Lina Rodriguez

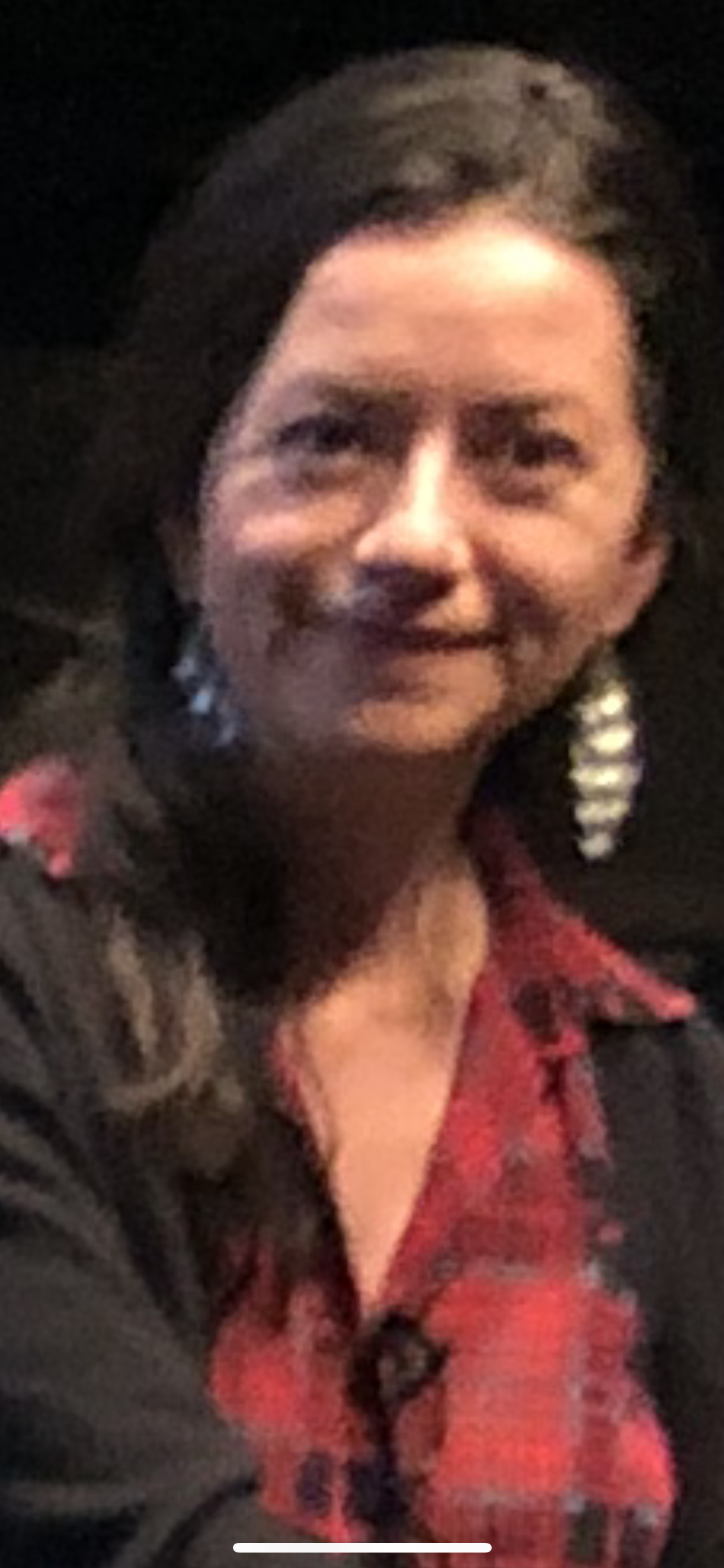
Lina Rodríguez (2023).

Lina Paola Rodriguez Monroy (geboren im 20. Jahrhundert in Bogotá) ist eine kolumbianisch-kanadische Drehbuchautorin, Regisseurin, Kamerafrau und Filmeditorin.

## Leben
Lina Rodriguez wurde in Bogotá (Kolumbien) geboren. Im Jahr 2000 zog sie nach Kanada und studierte an der York-Universität in Toronto Film- und Videoproduktion. Sie lebt in Kanada.

## Beruflicher Werdegang
Mehrere ihrer Filme wurden bei Filmfestivals uraufgeführt: Cycle 2005 beim International Festival of Cinema and Technology in New York, Convergences et rencontres 2008 beim Festival Internacional Audiovisual de Gijón, Spanien, Pont du Carrousel im Museo de Arte Moderno de Bogotá; Einschnitte 2011 beim Images Festival und Protocol 2011 beim New York Film Festival.
Ihr erster Langfilm Señoritas hatte 2013 seine Welturaufführung beim Festival Internacional de Cine Cartagena de Indias (FICCI) und seine US-Premiere bei der Film Society of Lincoln Center. Ihr zweiter Spielfilm Mañana a esta hora erhielt 2016 beim Locarno Film Festival mehrere Nominierungen. Beide wurden in Kolumbien gedreht und thematisieren die Rolle junger Frauen in patriarchalen, konservativen Gesellschaften. Es sind episodische Coming-of-Age-Erzählungen, die in einem städtischen Mittelklassemilieu spielen, das neu im kolumbianischen Kino ist. Die Filme begleiten ihre Protagonistinnen mit einem mutigen Gebrauch der Filmsprache und einem scharfen Auge für das Einfangen der Unsicherheit, die Übergänge mit sich bringen. Rodriguez wurde daher schon mit Lena Dunham und Gus Van Sant verglichen.
2018 drehte Rodriguez in Super 8 den Kurzfilm Ante mis ojos, in dem der mythische kolumbianische See Laguna de Guatavita zentral ist.
Ihr Film Mis dos voces wurde für die 22. Internationalen Filmfestspiele Berlin 2022 für die Sektion Forum ausgewählt.

## Filmografie (Auswahl)
- 2002: N. N, Genremix, 3 Stunden[9]
- 2003: Cycle, Experimentalfilm, 6 Minuten
- 2004: In Memoriam, Drama, 16 Minuten
- 2005: Passive Voice (Voz Passiva), Drama, 15 Minuten
- 2007: Hot Spot, Genremix, 12 Stunden
- 2008: Cosméticos, Genremix, 120 Minuten
- 2009: Pont Du Carroussel, Experimentalfilm, 6 Minuten
- 2009: Convergences et Rencontres, Experimentalfilm, 6 Minuten
- 2010: Einschnitte, Experimentalfilm, 3 Minuten
- 2011: Protocol, Experimentalfilm, 1 Minute
- 2013: Señoritas, Hybrid-Dokumentarfilm, 90 Minuten
- 2016: Mañana a esta hora, Spielfilm
- 2018: Ante Mis Ojos, Kurzfilm
- 2021: Mis dos voces (My Two Voices)

## Auszeichnungen und Nominierungen
- 2016: Locarno Film Festival Nominierung für den Goldenen Leopard für Mañana a esta hora (2016)[10]
- 2018: Mar del Plata Filmfestival Nominierung für den besten lateinamerikanischen Kurzfilm für Ante Mis Ojos (2018)[10]
- 2018: Mar del Plata Filmfestival Nominierung für den besten lateinamerikanischen Film, lateinamerikanischer Wettbewerb für Mañana a esta hora (2016)[10]